# Jack Harrer
Jack Harrer (ur. 11 kwietnia 1990 w Bratysławie) – czeski aktor pornograficzny i model.

## Życiorys
Karierę w branży pornograficznej rozpoczął w 2009 w wytwórni Bel Ami. Zagrał jednego z pięciu gejów, którzy w Rzymie uwodzą księdza w kontrowersyjnym filmie porno Skandal w Watykanie (Scandal In The Vatican, 2012).
Zwyciężył w plebiscycie hiszpańskiego portalu 20minutos.es „Kto jest najpiękniejszy?” w 2012 i zajął trzecie miejsce w zestawieniu najlepszych europejskich aktorów gejowskiego porno w 2014.
W 2018 firma BelAmi w Bratysławie wypuściła na rynek atrapę prącia jako odlew zewnętrznych narządów płciowych Harrera i sporządziła ich silikonowe kopie.
Jest biseksualistą.

## Nagrody i nominacje
| Rok  | Nagroda               | Kategoria                              | Film                     | Inni wykonawcy               | Rezultat  |
| ---- | --------------------- | -------------------------------------- | ------------------------ | ---------------------------- | --------- |
| 2016 | Prowler Porn Award    | Najlepsza międzynarodowa gwiazda porno | –                        | –                            | Nominacja |
| 2016 | Cybersocket Web Award | Najlepsza scena seksu                  | Offensively Large (2016) | Joel Birkin i Claude Sorel   | Nominacja |
| 2017 | Grabby Award          | Najgorętszy rimming                    | Offensively Large (2016) | Joel Birkin i Claude Sorel   | Nominacja |
| 2017 | Grabby Award          | Najlepszy aktor drugoplanowy           | Offensively Large (2016) | –                            | Nominacja |
| 2017 | Grabby Award          | Najlepszy duet                         | Offensively Large (2016) | Joel Birkin                  | Nominacja |
| 2017 | Grabby Award          | Najlepsza scena triolizmu              | 3 Ways 3 (2016)          | Peter Annaud i Dylan Maguire | Nominacja |
| 2017 | Prowler Porn Awards   | Najlepsza międzynarodowa gwiazda porno | –                        | –                            | Nominacja |
| 2018 | GayVN Award           | Wykonawca roku                         | –                        | –                            | Nominacja |
| 2018 | GayVN Award           | Nagroda fanów – Ulubiony penis         | –                        | –                            | Nominacja |
| 2018 | GayVN Award           | Nagroda fanów – Ulubiony twink         | –                        | –                            | Nominacja |
| 2018 | Grabby Award          | Wykonawca roku                         | –                        | –                            | Nominacja |
| 2018 | XBIZ Award            | Gejowski wykonawca roku                | –                        | –                            | Nominacja |